# Műdal
A műdal ismert zeneszerző műve, ilyen értelemben a népdal ellentéte.

## Romániai magyar műdalok
A kórusirodalom mellett a leggyakrabban felkarolt műfaj a romániai magyar zenében. A megzenésített költeményt a gyakoribb zongorakíséret mellett kamarazene-együttes vagy zenekar is aláfestheti. A romániai magyar műdal előzményeit a 20. század elejének magyar dalköltészetében, mindenekelőtt Farkas Ödön dalaiban találjuk meg: forrásait tekintve az erdélyi költészet mellett merít a teljes magyar és az egyetemes irodalomból egyaránt. A feldolgozás módját illetőleg a késő romantika eszközeitől a modern zene stílusáig megtalálhatók az árnyalatok. Ismert művelője a program-táncdarabokat is szerző Kertész Albertné Fischer Lujza (1860-1932).
Nem ritka a műdalok ciklusba foglalása. Két kimondottan erdélyi ciklusról tudunk: az egyik Csíki Endre Tizenkét dal erdélyi költők verseire, 1929-1935, ennek a második világháború során nyoma veszett, a másik Risznerné Kozma Ida Dalok erdélyi költők verseire c. gyűjteménye, melyről a Pásztortűz emlékezik meg 1926-ban. Önálló műdalciklussal jelentkezett Vitek Károly (Petőfi-dalok, Kolozsvár, 1927); Nagy Ede (Dalok, 1930); Eisikovits Mihály (Dalok, Temesvár, 1946; Dalok, 1956); Zoltán Aladár (Öt lírai dal, 1967); Terényi Ede (In memoriam Ady, Kolozsvár, 1969; Medáliák. Három dal József Attila verseire, Kolozsvár, 1969; Öt dal József Attila verseire, Kolozsvár, 1971; Zene Ady-versekre, Kolozsvár, 1980); Szabó Csaba (Öt dal Dsida Jenő verseire, 1978).
Jelentek meg műdalciklusok időszaki kiadványokban is, így Ady-dalok Engelberg Dezsőtől és Pethes Erzsébettől a Tükörben (1919) és Vadass Lászlótól a Napkeletben (1922), Petőfi-dalok P. Gaál Balázstól A Hírnökben (1923), Három dal c. alatt Salamon Ernő, Petőfi és Lermontov megzenésítése (1951), Petőfi-műdal Zoltán Aladártól a Dolgozó Nő hasábjain (1955), egy lírikus kantáta-részlet a Korunkban Terényi Edétől (1968), egy Szabédi László-dal Farkas Ferenctől az Igaz Szóban (1969), ugyancsak az Igaz Szóban Nicolae Bretan Ady-dala (1976), s említsük meg Áprily Lajos Tavaszodik c. versének megzenésítését Zeno Vanceától a KZST levéltári hagyatékából.